# Israeli Public Broadcasting Corporation
Israeli Public Broadcasting Corporation (in ebraico תַּאֲגִיד הַשִׁיְדּוּר הַיִשְׂרְאֵלִי‎?, Taʾăḡid HaŠidûr HaYiśreʾēli; in arabo هَيْئَة اَلْبَثّ اَلْإِسْرَائِيلي‎?, Hayʾat al-Baṯṯ al-Isrāʾīlī), meglio nota attraverso l'acronimo internazionale IPBC o con le sigle Kan (in ebraico כאן‎?, traduzione "qui") e Makan (in arabo مكان‎?, traduzione "un luogo"), è un'azienda pubblica israeliana che opera come emittente di teleradiodiffusione pubblica in Israele. 
Fondata nel 2014 su iniziativa del Primo ministro Benjamin Netanyahu per rimpiazzare l'Israel Broadcasting Autorithy (IBA), l'azienda è divenuta pienamente operativa nel 2017. Dal 2018 è membro effettivo dell'Unione Europea di Radiodiffusione (UER) e cura la partecipazione di Israele nei programmi eurovisivi tra cui l'Eurovision Song Contest. 
Opera tre emittenti televisive (Kan 11, Makan 33 e Kan Educational) e otto emittenti radiofoniche (Kan Tarbut, Kan Bet, Kan Gimel, Makan, VoisFarsi, Kan REKA, Kan 88, Kan Kol Ha-Musica e Kan Moreshet). Ha sede a Gerusalemme e la sua programmazione è trasmessa sia in lingua ebraica che in lingua araba.

## Storia
Nei primi anni 2000 Benjamin Netanyahu, già Primo ministro e poi Ministro delle finanze, era intenzionato a portare avanti una riforma del servizio radiotelevisivo pubblico, svolto dall'Israel Broadcasting Autorithy (IBA) dal 1965, con l'intenzione di privatizzarla e ridurre il canone televisivo. La perdita di potere del Likud, partito di Netanyahu, ritardò tuttavia questo processo, in favore di una prevista riforma di IBA.
La rielezione di Netanyahu a Primo ministro nel 2009, seguita da un'ulteriore mandato nel 2013, gli consentì di riprendere la riforma del servizio radiotelevisivo e nel luglio 2013 il Ministro delle comunicazioni Gilad Erdan affidò ad una società di consulenza esterna il compito di valutare il futuro di IBA. Fu inoltre istituita la Commissione di ricerca Landes, presieduta dal giudice Ezra Kama, che nel suo rapporto pubblicato nel marzo 2014 individuò alcune cause nel declino di IBA, tra cui: il grosso numero di dipendenti, gli alti costi degli stipendi, i rigidi contratti di lavoro e le inadeguate leggi in materia di emittenza.

### Legislazione
Per formulare la legislazione necessaria sull'emittenza pubblica la Knesset creò una commissione guidata da Karine Elharrar. 
La commissione iniziò ad operare l'11 giugno 2014 e conducendo rapidamente numerosi incontri in modo da permettere il completamento del processo legislativo entro la fine della seduta della Knesset a luglio. Il 9 luglio fu stesa una legge e passata alla Knesset per una seconda e una terza lettura. La "Public Broadcasting Law", che ordinava la chiusura di IBA e la fondazione di IPBC, passò il 29 luglio 2014.
La sezione 7 della legge descrive l'attività dell'azienda: «...(A) Israeli Public Broadcasting Corporation (IPBC) trasmetterà e fornirà vari tipi di programmi video, audio e scritti, in TV, alla radio e su internet; (B) i programmi forniti da IPBC dovranno essere indipendenti e diretti a tutti i cittadini e ai residenti dello Stato di Israele, dovranno riflettere e documentare lo Stato di Israele come Stato ebraico e democratico, i valori e l'eredità di Israele e dare una giusta, equa e bilanciata espressione alle diversità dei punti di vista e delle opinioni prevalenti nel pubblico israeliano; (C) IPBC dovrà fornire informazione e programmi riguardanti le questioni di tutti i giorni (giorno per giorno) in modo professionale, equo, responsabile, indipendente, critico, imparziale e affidabile, con trasparenza e con l'esercizio del giudizio giornalistico e la fedeltà alla verità e all'obbligo di informare il pubblico; (D) IPBC fornirà programmi di vario tipo per bambini e giovani e promuoverà la creazione di programmi didattici per bambini e giovani; (E) IPBC dovrà fornire programmi rivolti alle diversità delle popolazioni nella società israeliana, comprese trasmissioni in ebraico, in arabo alla popolazione araba in Israele e trasmissioni in altre lingue prevalenti nella società israeliana... Nell'adempiere ai suoi scopi IPBC farà in modo di: accrescere l'istruzione e la conoscenza; promuovere la cultura, il lavoro di qualità originale israeliano e la musica israeliana; promuovere l'innovazione nei campi della radiotelevisione (produzione, distribuzione e trasmissione)...»
In base a questa nuova legge, il 1º aprile 2015 sarebbe stato abolito il canone televisivo e sarebbe stato fondato un nuovo ente radiotelevisivo per sostituire IBA. Un quarto dei dipendenti di IBA sarebbe stato trasferito al nuovo organismo.

### Assunzioni e nomine

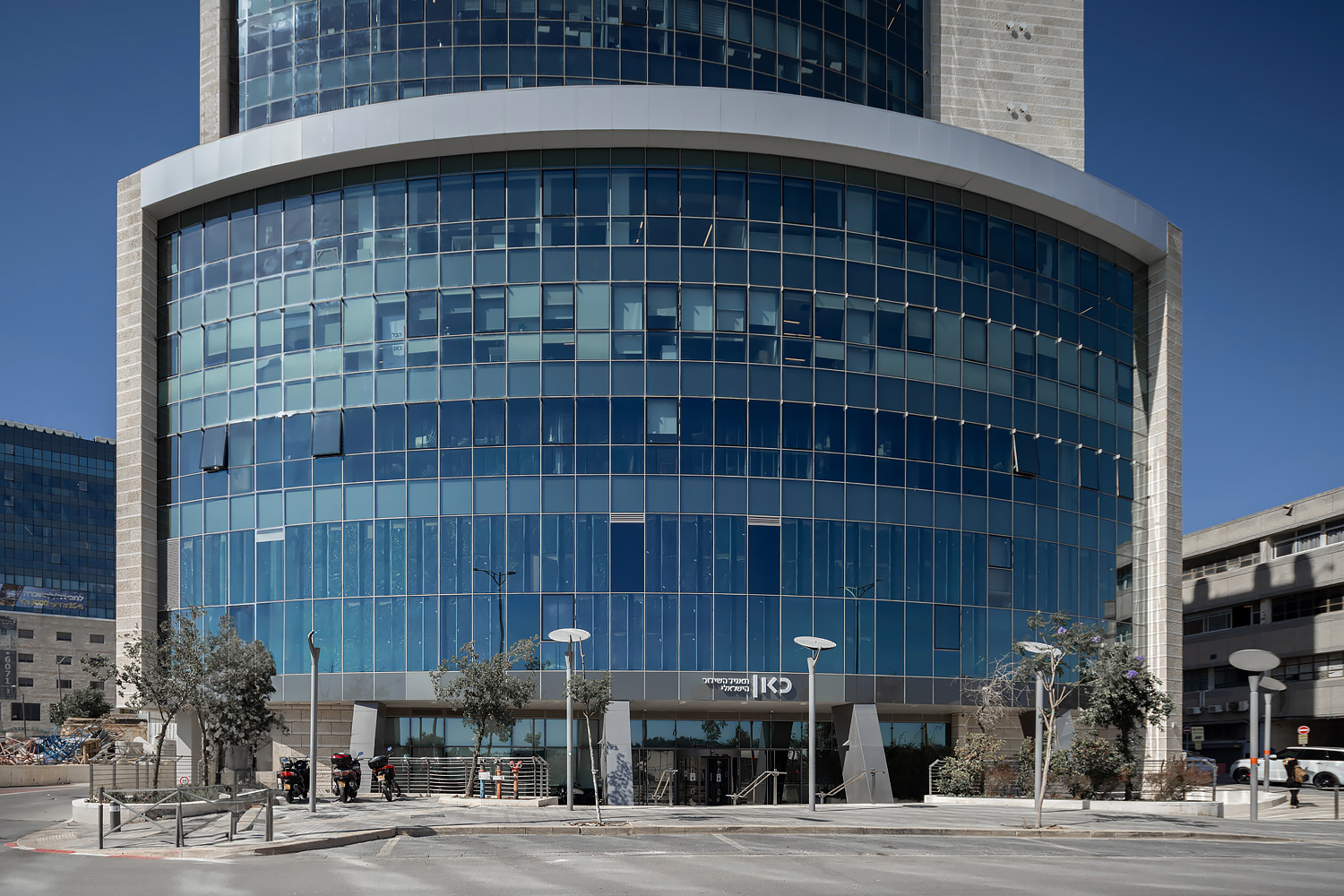
Il principale edificio dell'azienda a Gerusalemme a giugno 2023.

A settembre 2014 IPBC divenne operativa.
Subito dopo la fondazione, l'azienda non aveva canali radio o televisivi perché IBA era ancora in attività. La fruizione dei suoi programmi in generale, e dei notiziari in particolare, avveniva quindi solo attraverso le piattaforme digitali VOD e internet, e i cellulari (a metà 2016 internet era il principale canale di distribuzione di IPBC).
Eldad Koblenz fu nominato Direttore generale provvisorio a marzo 2015, con un incarico di un periodo massimo di 2 anni dall'inizio delle trasmissioni, in concomitanza con la nomina dell'Amministratore delegato.
Il Direttore generale provvisorio creò le infrastrutture necessarie per le attività dell'azienda prima che le trasmissioni fossero cominciate ufficialmente via etere e via satellite.

### Budget
Il budget per la costruzione dell'azienda era di 350 milioni di shekel (98,1 milioni di dollari USA): 120 milioni di shekel (33,6 milioni di dollari) per l'attrezzatura professionale, 28 milioni di shekel (7,8 milioni di dollari) per la manodopera, 14 milioni di shekel (3,9 milioni di dollari) per le operazioni, 128 milioni di shekel (35,8 milioni di dollari) per l'immobile e 60 milioni di dollari per l'acquisto di programmi.
Il 13 e il 16 aprile 2016 il Ministro delle Comunicazioni e il Primo Ministro Benjamin Netanyahu approvarono le nomine dei membri del Consiglio dei direttori guidato da Gil Omer, su raccomandazione della Commissione di ricerca.
Il 7 giugno 2016 fu nominato Direttore della testata giornalistica Shlomi Abraham Globrazon. Entro novembre 2016 l'azienda aveva assunto circa 600 dipendenti, soprattutto manager e personale addetto agli aspetti finanziari e tecnologici. Il capitale stanziato per la forza lavoro permise, infine, l'assunzione di un totale di 912 dipendenti.

### Ritardi
L'inizio delle trasmissioni fu rinviato più volte a causa di alcune obiezioni del Primo Ministro Benjamin Netanyahu riguardo alla struttura dell'azienda e alla testata giornalistica, che condussero a una controversia legale tra la Corte Suprema e il Governo israeliano.
A luglio 2016 Netanyahu, il Ministro delle Comunicazioni e il Presidente dell'organizzazione sindacale Histadrut Avi Nissenkorn convennero di posticipare lo scioglimento di IBA a inizio 2018.
A dicembre 2016, in un ulteriore accordo tra Netanyahu e il Ministro delle Finanze Moshe Kahlon, fu trovata l'intesa di fissare la data del lancio al 30 aprile 2017, a meno che la nuova azienda IPBC non annunciasse di essere già pronta a trasmettere il 1º gennaio 2017.
A marzo 2017 Netanyahu stava lavorando per la chiusura di IBA ma di nuovo veniva a trovarsi in conflitto con il fronte dell'opposizione, guidato da Kahlon: i due leader raggiunsero un compromesso posticipando la data al 15 maggio e stabilendo che la testata giornalistica avrebbe operato come azienda separata dal resto di IPBC. L'11 maggio la Knesset approvò la separazione della testata giornalistica, ma il 14 maggio la Corte Suprema di Giustizia emanò un'ingiunzione temporanea, che sospese la procedura di separazione.
Il 15 maggio 2017 IBA cessò le proprie trasmissioni e al suo posto incominciò a trasmettere IPBC.

### Status di IPBC nell'Unione europea di radiodiffusione (UER)
L'Eurovision Song Contest 2017 fu programmato quando il lancio di IPBC era programmato per il 30 aprile 2017, per cui fu inizialmente inserito nel palinsesto di Kan 11 di IPBC. A metà aprile, però, la data di lancio fu posticipata al 15 maggio e, di conseguenza, la competizione canora andò in onda ancora sulla vecchia IBA (fu anche l'ultima sua ultima produzione e trasmissione televisiva).
La domanda di adesione di IPBC all'Unione europea di radiodiffusione (UER), sostituendo IBA come ente radiotelevisivo pubblico di Israele, fu presentata agli organi governativi dell'UER e, in attesa di approvazione, all'Assemblea Generale dell'UER.
Il 6 luglio 2017 fu reso noto che era stato firmato un accordo tra l'UER e IPBC che autorizzava l'azienda a partecipare agli eventi dell'UER come l'Eurovision Song Contest pur essendo ancora senza una piena adesione.
L'Eurovision Song Contest 2018 fu vinto da Israele, che perciò ottenne il diritto di ospitare l'edizione del 2019 a Tel Aviv. 
L'UER, nel frattempo, avvertì che il piano momentaneamente sospeso di rendere la testata giornalistica di IPBC un ente separato dal resto dell'azienda, lasciando a IPBC solo la responsabilità dell'intrattenimento, sarebbe stato in conflitto con il regolamento dell'UER, che richiede alle aziende che ne fanno parte di occuparsi sia dell'informazione che dello svago.
Il 18 giugno 2018, quando la Corte Suprema di Giustizia di Israele emanò la sua decisione in merito alla testata giornalistica, Netanyahu dichiarò che il Governo israeliano si sarebbe attenuto alle regole dell'UER per garantire l'ospitalità dello Eurovision Song Contest.
Il 7 dicembre 2018 l'Assemblea Generale dell'UER votò unanimemente l'approvazione della richiesta di adesione di IPBC, rendendo l'azienda membro effettivo.

## Organizzazione

### Consiglio d'amministrazione
Il Consiglio d'amministrazione è composto da 12 membri dell'azienda. È suo compito determinare le politiche aziendali, comprese quelle delle trasmissioni nel loro complesso, approvare i palinsesti e i bilanci, nominare il Direttore generale, e supervisionare la gestione e la messa in atto delle politiche. 
Il Consiglio è anche responsabile dell'approvazione della struttura organizzativa dell'azienda, delle politiche d'impiego, dei registri del personale, della discussione e dell'approvazione del bilancio e del piano di lavoro annuale dell'Amministratore delegato.
La nomina dei membri del Consiglio è una responsabilità del Ministro delle Comunicazioni. Benché i membri del Consiglio abbiano un mandato di quattro anni, il Ministro delle Comunicazioni può autorizzare i membri, su raccomandazione della Commissione di ricerca, a coprire questa carica per un mandato aggiuntivo. Il Consiglio deve essere composto anche da un minimo di 6 donne e 1 arabo (rientrano tra le popolazioni considerate arabe i drusi e i circassi).

### Amministratore delegato
L'Amministratore delegato è nominato dal Consiglio dei direttori per un mandato di quattro anni, che può essere esteso di un altro mandato. I suoi compiti includono la gestione ordinaria, la funzione di caporedattore delle trasmissioni nel palinsesto, la presentazione di proposte di bilancio e di piani di lavoro annuali, la rappresentazione dell'azienda, la firma di documenti e transazioni, e l'assunzione dei dipendenti.

### Testata giornalistica
La testata giornalistica di IPBC, Kan News, fornisce contenuti alle stazioni radio, televisive e digitali dell'azienda, e compare anche sul sito web dell'azienda e sulla sua pagina Facebook. 
È la più grande testata giornalistica israeliana dopo HaHadashot 12 e Channel 13 News.

### Divisione digitale
La divisione digitale è composta da due sezioni: una si occupa della creazione dei programmi e del loro adattamento ai social network, e una si occupa della costruzione e della gestione delle piattaforme digitali.
I servizi forniti dalla Divisione digitale comprendono: il sito web di IPBC, che contiene articoli sui programmi, video, stazioni web radio e informazioni amministrative; l'app Android per smartphone, che offre anch'essa le web radio 24/7; i podcast; i videogiochi; i contenuti sui social network.

## Servizi

### Televisione
Dal 15 maggio 2017 IPBC trasmette due canali televisivi sul digitale terrestre DVB-T2, su satellite, via cavo sulla piattaforma HOT, via satellite sulla piattaforma YES, su piattaforme pay TV più piccole come Cellcom TV e Partner TV, e in streaming in diretta gratuitamente 24/7 su Internet. Nel 2018 KAN introdusse le trasmissioni in standard 4K su Channel 511, usato all'inizio solamente per le trasmissioni della campionato mondiale di calcio.
| Nome                       | Sede        | Тipo                                           | Lancio | Lingua         |
| -------------------------- | ----------- | ---------------------------------------------- | ------ | -------------- |
| Kan 11 (canale principale) | Gerusalemme | principalmente notiziari, attualità e cultura  | 1968   | ebraico, arabo |
| Makan 33                   | Gerusalemme | cultura                                        |        | ebraico, arabo |
| Channel 33                 | Gerusalemme | canale in arabo, trasmette notiziari e cultura |        | arabo          |
| Kan Educational            | Gerusalemme | programmi per giovani                          |        | ebraico, arabo |

### Radio
Kan gestisce otto stazioni radiofoniche, trasferite da IBA. La programmazione in streaming e on demand è disponibile attraverso il sito web di Kan. Alcuni programmi hanno dei podcast. Kan gestisce anche una rete podcast chiamata "Kan Hesketim" (Kan Podcast), precedentemente chiamato "Kan Od" (Kan Più).
| Nome                                                                                   | Sede        | Тipo                                                                 | Lancio | Lingua                        |
| -------------------------------------------------------------------------------------- | ----------- | -------------------------------------------------------------------- | ------ | ----------------------------- |
| Kan Tarbut (ebraico: כאן תרבות) (Kan Culture), precedentemente Reshet Aleph            | Gerusalemme | conversazione e cultura                                              | 1948   | ebraico, arabo                |
| Kan Bet (ebraico: כאן ב) (Kan Network B)                                               | Gerusalemme | Informazione, attualità e sport, notiziari orari in ebraico          |        | ebraico                       |
| Kan Gimel (ebraico: כאן גימל)                                                          | Gerusalemme | musica israeliana, notiziari in ebraico quasi ogni ora               |        | ebraico, arabo                |
| Makan (stazione radio) (ebraico: רדיו מכאן, tras.:Makan, precedentemente Reshet Dalet) | Gerusalemme | arabo                                                                |        | arabo                         |
| VoisFarsi (ebraico: VoisFarsi, precedentemente Reshet Hei e Kan Farsi)                 | Gerusalemme | musica persiana e programmi d'informazione in lingua farsi on demand |        | persiano                      |
| Kan REKA                                                                               | Gerusalemme | canale per immigrati recenti                                         |        | russo, altre lingue straniere |
| Kan 88 (ebraico: כאן 88)                                                               | Gerusalemme | Jazz, blues, musica elettronica e bollettini sul traffico            |        | ebraico, arabo                |
| Kan Kol Ha-Musica (ebraico: כאן קול המוזיקה (La voce della musica))                    | Gerusalemme | Musica classica e fiction radiofonica, notiziari orari in ebraico    |        | ebraico                       |
| Kan Moreshet (ebraico: כאן מורשת (Eredità))                                            | Gerusalemme | Religione sulla rete Kan Tarbut                                      |        | ebraico, arabo                |

### Web radio
IPBC offre sette stazioni web radio dedicate a generi musicali specifici:
| Nome                                          | Sede        | Тipo                                                                    | Lancio | Lingua         |
| --------------------------------------------- | ----------- | ----------------------------------------------------------------------- | ------ | -------------- |
| Kan Nostalgia                                 | Gerusalemme | musica israeliana del passato                                           | 2018   | ebraico        |
| Kan Yam Tichon ("Kan Mar Mediterraneo")       | Gerusalemme | musica israeliana mediorientale                                         | 2018   | ebraico        |
| Kan Si Haregesh ("Kan Picco d'Emozione")      | Gerusalemme | musica sentimentale                                                     | 2018   | ebraico, arabo |
| Kan Ktzat Acheret ("Kan Qualcosa di Diverso") | Gerusalemme | musica alternativa                                                      | 2018   | ebraico, arabo |
| Kan 80's-90's                                 | Gerusalemme | musica anni ottanta e novanta                                           | 2018   | ebraico, arabo |
| Kan Lahitim ("Kan Hit")                       | Gerusalemme | grandi successi di musica pop                                           | 2018   | ebraico, arabo |
| Kan Klasi ("Kan Classica")                    | Gerusalemme | musica classica                                                         | 2018   | ebraico, arabo |
| Kan Tel Aviv 2019                             | Gerusalemme | musica dallo Eurovision Song Contest. Fu chiusa dopo la finale del 2019 | 2019   | ebraico, arabo |

## Ricezione

### Digitale terrestre
La radio di IPBC trasmette in AM e in FM; la televisione usa lo standard DVB-T HD.

### Satellite[16]
| Satellite          | Amos 7  | Amos 7  | Amos 3  |
| Posizione orbitale | 3.9° W  | 3.9° W  | 4.0° W  |
| Canali             | Kan 11, | Kan 11, | Kan 11, |
| Frequenza          | 10972 V | 11103 V | 10806 V |
| SR                 | 30000   | 30000   | 27500   |
| FEC                | 2/3     | 3/4     | 5/6     |
| Modulazione        | 8PSK    | 8PSK    |         |

### Streaming
IPBC in streaming in ebraico; IPBC in streaming in arabo

## Loghi

Kan Tarbut (Cultura)
Kan Bet
Kan Gimel
Makan
Kan Farsi
Vois Farsi
Kan 88
Kan Kol Ha-Musica (La voce della musica)
Kan Moreshet (Eredità)